# SK Austria Kärnten
El SK Austria Kärnten fue un equipo de fútbol de Austria que jugaba en la ciudad de Klagenfurt, del estado de Carintia. 

## Historia
Los orígenes del Austria Kärnten se encuentran en otro club, el SV Pasching de Pasching, una ciudad cercana a Linz. Dicho equipo se fundó el 15 de enero de 1946 como ASTV Pasching, y durante sus últimos años de vida fue conocido como FC Superfund.
A comienzos de 2007 se especula con la posibilidad de un cambio de nombre y ciudad, algo que se materializa finalmente el 1 de junio de ese mismo año con el cambio de nombre a Austria Kärnten y el traslado de ciudad a Klagenfurt. El nuevo equipo debutaría en la temporada 2007-08, tomando la plaza del ya extinto FC Superfund, y se quedó en un noveno lugar, salvando la categoría. Actualmente lucha por mantenerse en la Bundesliga y consolidarse como club de referencia del fútbol austriaco.
El 14 de junio de 2010, tanto el club como su filial al 100% SK Austria Kelag Kärnten Wirtschaftsbetriebe GmbH , que se encargaba de comercializar los espacios publicitarios, los jugadores y la publicidad perimetral, se declararon en quiebra. El club dejó de jugar porque ni el estado de Carintia ni la ciudad de Klagenfurt querían apoyar económicamente al SK Austria Kärnten..

## Uniforme
- Uniforme titular: Camiseta blanca, pantalón negro y medias blancas.
- Uniforme alternativo: Camiseta amarilla, pantalón negro y medias amarillas.

## Estadio
El SK Austria Kärnten jugaba sus partidos como local en el Hypo-Arena, conocido también como Wörtheseestadion, con capacidad para 12.500 personas y césped natural. Este estadio es una de las sedes de la Eurocopa 2008 que se celebrará en Austria y Suiza, y durante el evento contará con una capacidad superior, 30.000 personas.
El antiguo campo se creó en 1960 y entonces contaba con 10 000 plazas, pero en 2005 se demolió para construir el nuevo estadio, abierto en 2007.